# Anna Pichrtová
Anna Pichrtová (* 19. května 1973 Trenčín), rozená Baloghová, je česká vytrvalostní běžkyně, oficiální mistryně světa v běhu do vrchu 2007, dvojnásobná mistryně Evropy, 2004 a 2006, druhé místo v roce 2005 a 2007, třetí v roce 2002. V maratonu doběhla 11. na mistrovství Evropy v roce 2002 a na olympiádě v Aténách obsadila 28. příčku.
Anna se provdala za Sama Straku v listopadu 2010 a v roce 2011 se jí narodila dcera Leila. Nyní se jmenuje Anna Straková.

## Osobní rekordy
- půlmaraton - 1:12:50 (Haarlem, Holandsko)
- maraton - 2:32:39 (Duluth, USA, 2002)